# Alloclubionoides circinalis
Alloclubionoides circinalis is een spinnensoort in de taxonomische indeling van de nachtkaardespinnen (Amaurobiidae).
Het dier behoort tot het geslacht Alloclubionoides. De wetenschappelijke naam van de soort werd voor het eerst geldig gepubliceerd in 1993 door Gao et al..